# 马福塔
马福塔（？—1640年），纳喇氏，先世居哈達，清朝初年将领。
马福塔之父雅虎，率十八戶歸努爾哈赤，努爾哈赤以為牛錄額真，隸正黃旗滿洲。马福塔之兄滿達爾漢。马福塔初任牛录额真。后金天聪五年（1631年），任户部參政。天聪八年（1634年），升任户部承政。多次出使朝鲜。督辦互市。清太宗崇德元年（1636年）十二月，担任先锋跟随太宗皇太极丙子胡乱征朝鲜，崇德二年初，攻克朝鲜都城汉城及南汉山城，朝鲜国王李倧降清。四月，跟随武英郡王阿济格攻打皮岛。十月，出使朝鲜、册封其国王李倧。崇德三年，任户部左参政，崇德四年六月，出使朝鲜，九月任户部承政。十一月，李倧给皇太极上疏请在三田渡立碑以颂扬皇太极，皇太极命马福塔往视。崇德五年二月，去世。